# جنب‌شمالگان

نقشه جهانی منطقه جنب‌شمالگان

منطقه جنب‌شمالگان که منطقه جنب‌قطبی یا زیرشمالگان به پهنه‌ای در نیم‌کره شمالی گفته می‌شود که بلافاصله در جنوب شمالگان قرار گرفته و بخش زیادی از آلاسکا، کانادا، ایسلند، شمال اسکاندیناوی، سیبری، جزایر شتلند و کارینگورمز را می‌پوشاند. به طور کلی مناطق جنب‌شمالگان بسته به اقلیم محلی، میان عرض جغرافیایی ۵۰ درجه تا ۷۰ درجه شمالی قرار گرفته‌اند. بارندگی در این مناطق کم و پوشش گیاهی اغلب از انواع تایگا است.

## نوشتارهای وابسته
- مدارگان
- جنب‌مدارگان
- میانگان
- شمال کانادا
- اقلیم جنب‌شمالگان